# Juan de la Cruz Ignacio Moreno y Maisanove
Juan de la Cruz Ignacio Moreno y Maisanove (ur. 24 listopada 1817 w Gwatemali, zm. 28 sierpnia 1884 w Madrycie) – hiszpański kardynał.

## Życiorys
Urodził się 24 listopada 1817 roku w Gwatemali, jako syn Miguela Moreno y Morán de Butróna i Dolores Maisonave. Studiował na Uniwersytecie Complutense w Madrycie, gdzie uzyskał doktorat utroque iure. 1 lipca 1849 roku przyjął święcenia kapłańskie. Następnie został audytorem Roty Rzymskiej. 25 września 1857 roku został biskupem Oviedo, a 8 grudnia przyjął sakrę. Sześć lat później został arcybiskupem Valladolid. 15 marca 1853 roku został kreowany kardynałem prezbiterem i otrzymał kościół tytularny Santa Maria della Pace. W 1875 roku został przeniesiony do archidiecezji Toledo. Zmarł 28 sierpnia 1884 roku w Madrycie.